# Джордж Воллес (фільм)
Джордж Воллес (англ. George Wallace) — американська біографічна драма 1997 року про суперечливого губернатора Алабами Джорджа Воллеса.

## Сюжет
На початку своєї кар'єри головний герой фільму — Джордж Уоллес — політик зі штату Алабама, який бореться за закон і порядок, а також за рівність і свободу всіх людей, вірить у те, що всі жителі рідного штату мають право на «американську мрію», яким би не був колір їх шкіри. Але, враховуючи звичаї того часу по відношенню до афроамериканців, така ідея не влаштовує значну частину білого населення країни. Почавши свою першу виборчу губернаторську кампанію, Уоллес зустрічає нерозуміння і опір як з боку своїх суперників, що підтримують сегрегацію, так і з боку більшості білих виборців. Уоллес не може не погодитися з більшістю своїх виборців. І в цей момент головний герой починає змінюватися: він приймає спірні рішення, які, як він вважає, стверджують його початкову ідею про порядок і рівність. Найяскравішими прикладами цього можуть послужити його дії з приводу масових демонстрацій, очолюваних Мартіном Лютером Кінгом і дії з приводу вступу двох афроамериканців в Університет Алабами в Бірмінгемі.

## У ролях
| Актор               | Роль                |
| ------------------- | ------------------- |
| Гері Сініз          | Джордж Воллес       |
| Маре Віннінгхем     | Лурлін Воллес       |
| Кларенс Вільямс III | Арчі                |
| Джо Дон Бейкер      | Великий Джим Фолсом |
| Анджеліна Джолі     | Корнелія Воллес     |
| Террі Кінні         | Біллі Вотсон        |
| Вільям Сандерсон    | Ті Вай Одум         |
| Марк Ролстон        | Ріккі Брікклі       |
| Трейсі Фрейм        | Джеральд Воллес     |
| Скіпп Саддат        | Аль Лінго           |
| Рон Перкінс         | Ніколас Катценбах   |
| Марк Веллі          | Боббі Кеннеді       |
| Чарльз Бартлетт     | демонстрант         |
| Терренс Бісор       | демонстрант         |
| Чак А. Бернард      | промовець конвенції |
| Скотт Брентлі       | Артур Бремер        |
| Кетрін Крейг        | дівчина на вечірці  |
| Тімоті Даулінг      | демонстрант         |
| Міата Ідога         | демонстрант         |
| Кетрін Ербе         | місіс Фолсом        |